# 白川城
白川城（しらかわじょう）は、福島県白河市藤沢山にあった日本の城。別名搦目城（からめじょう）・結城白川城（ゆうきしらかわじょう）。2016年（平成28年）に国の史跡に指定されている（指定名称は「白川城跡」）。同市内には日本100名城の1つ白河小峰城が存在するため、弁別の必要から白河城とはあまり呼ばれない。

## 概要
白川城は、中世、白河荘を拠点として陸奥国南部を支配した白河結城氏歴代の居城跡であり、1189年（文治5年）、結城朝光は源頼朝より白川の地を与えられた。その孫、結城祐広は、1289年頃にこの地に移住して、白川城を居城とした。正確な築城年代はわかっていないが、『白河風土記』（1805年（文化2年））では「列封略伝等も祐広を白川城跡の始めと記しぬ」とし、白川城を本拠としていたと記している。室町時代には奥州南部から北関東まで勢力を拡大したが、1510年（永正7年）、惣領の結城政朝が一族の小峰氏によって追放され（永正の変）、小峰氏の血統による新たな白河結城氏が成立した。また、この時期に結城氏の本拠も白川城から小峰城に移ったとされる。1575年（天正3年）、小峰義親が宗家の義顕を追放した（天正の変）際に本拠が移されたともいわれる。1590年（天正18年）の奥羽仕置で白河結城氏は改易、約400年に及ぶ南奥支配は終焉を迎えた。白河結城氏の衰退と共に、白川城は廃城となった。正確な廃城年代もわかっていない。

## 調査
2010年（平成22年）から2015年（平成27年）にかけて、白河市教育委員会の発掘調査が実施され、14世紀から16世紀の遺構や、遺物が確認されている。

## 文化財
2016年（平成28年）10月3日付で、「白川城跡」の名称で、国の史跡に指定された。